# Mushoku Tensei
Mushoku Tensei (Originaltitel: japanisch 無職転生 〜異世界行ったら本気だす〜 Mushoku Tensei: Isekai Ittara Honki Dasu) ist eine als Webroman gestartete Romanreihe des Romanciers und Mangaka Rifujin na Magonote, die zwischen 2012 und 2015 auf der Online-Plattform Shōsetsuka ni Narō erstpubliziert und dort auch vollendet wurde. Mushoku Tensei erzählt die Geschichte eines 34-jährigen, namenlosen Hikikomori, der nach seinem Tod in einer mittelalterlich anmutenden Fantasywelt wiedergeboren wird und schwört, als Rudeus Greyrat ein bedeutsames Leben zu leben.
Die Web-Novel-Reihe erhielt mehrere Umsetzungen, unter anderem als Light-Novel- und mehrere Mangareihen. Die Light-Novel-Reihe erschien zwischen 2014 und 2022 über den Verlag Media Factory und wurde nach 26 herausgebrachten Bänden abgeschlossen. Ebenfalls 2014 erschien eine Manga-Adaption zur Hauptgeschichte. Zudem wurden mehrere Ableger-Manga herausgegeben: Der erste Ableger, welcher sich auf die Figur Roxy Migurdia konzentriert, erscheint bei Kadokawa Shōten. Beim zweiten Ableger handelt es sich um eine Yonkoma-Serie, die zwischen 2018 und 2020 publiziert wurde und mit drei Bänden abgeschlossen ist. Ein dritter Ableger, der sich auf Eris Greyrat fokussiert, startete im März 2022 und wurde im Oktober gleichen Jahres abgeschlossen.
Im Jahr 2019 wurde die Produktion einer Anime-Fernsehserie ankündigt. Zudem ist ein Videospiel für Smartphones in der Entwicklung. Vor allem in der Volksrepublik China wurde die Anime-Umsetzung äußerst kontrovers wahrgenommen.

## Handlung
Ein namenloser, 34-jähriger Hikikomori wird am Tag der Beerdigung seiner Eltern gewaltsam aus der Wohnung geworfen. Zu der Überzeugung angelangt, dass sein bisheriges Leben sinnlos gewesen ist, sieht er, wie sich drei Jugendliche unterhalten. Als er bemerkt, dass sie von einem herannahenden Fahrzeug erfasst werden könnten, eilt er ihnen zur Hilfe – in der Hoffnung, eine sinnvolle Tat vollbringen zu können – und schafft es tatsächlich ein Mädchen zu retten. Bei dem Rettungsversuch wird er allerdings schwerstverletzt und stirbt wenig später im Krankenhaus.
In einer mittelalterlichen Fantasy-Welt wird der kleine Rudeus als Sohn von Paul und Zenith Greyrat in eine ärmliche Adelsfamilie geboren. Es stellt sich schnell heraus, dass er die Reinkarnation des 34-jährigen Hikikomori ist, der sein Wissen an seine frühere Existenz beibehalten hat. Bereits in jungen Jahren schafft es Rudeus, sich im Eigenstudium Lesen und einfache Zauberformeln anzueignen. Als er im Alter von vier Jahren beim Üben mit fortgeschrittener Magie ein Loch in die Hauswand sprengt, beschließen seine Eltern, die Dämonin Roxy Migurdia als Magielehrerin einzustellen. Nach Abschluss seiner eigenen Ausbildung bringt Rudeus noch Zuhause seiner Freundin Sylphie, ein Elfenmädchen, Magie bei. Anschließend wird er Lehrer von Eris Boreas Greyrat, einer Verwandten der Familie, der er Magie, Schreiben und Rechnen beibringt.
Als bei einer Teleport-Katastrophe in der Region, in der Rudeus als Lehrer von Eris arbeitet, alle dort lebenden Menschen irgendwohin teleportiert werden, verschlägt es Rudeus und Eris auf den Dämonen-Kontinent. Auf Ratschlag des mysteriösen Gottes Hitogami freunden sich die beiden mit Ruijerd Supardia, einem Dämonen der Supard-Rasse an. Ruijerd begleitet Rudeus und Eris auf ihrer Reise nach Hause. Der mysteriöse Gott gibt Rudeus weitere Ratschläge auf dieser Reise: Rudeus trifft diesen Gott gelegentlich in seinen Träumen. Bei ihrer Ankunft zu Hause führt ein Missverständnis dazu, dass Rudeus glaubt, eine Abfuhr von Eris erhalten zu haben und sie sich deshalb trennen.
Zwei Jahre darauf hat der Vorfall mit Eris zur Impotenz von Rudeus geführt. Er schreibt sich an der Ranoa-Zauberuniversität ein, da der mysteriöse Gott ihm dort Heilung verspricht. An der Zauberakademie trifft er auf seine Kindheitsfreundin Sylphie, die ihn heilt und kurz darauf heiraten beide. Rudeus erhält eine Anfrage, an der Mission seines Vaters seine Mutter zu retten, teilzunehmen. Gegen den Ratschlag des Gottes willigt Rudeus ein. Während des Abenteuers trifft er auf seine damalige Magielehrerin Roxy und entwickelt romantische Gefühle für sie. Nach dem erfolgreichen Abschluss der Mission nimmt er sie zur zweiten Ehefrau. Kurz darauf wird er von einer sterbenden, zukünftigen Version seiner selbst besucht, die ihn davor warnt, dass der Gott alle Menschen, für die er sorgt, töten wird. Um den Gott zufrieden zu stellen, will er dessen Feind töten, einen Krieger namens Orsted, scheitert aber bei dem Versuch. Daraufhin bittet Rudeus Orsted, seine Familie zu beschützen und wird im Gegenzug dessen Gefolgsmann. Kurz darauf heiratet Rudeus Eris.
Orsted erklärt Rudeus, dass er wieder und wieder versucht Hitogami zu töten, aber bisher jedes Mal versagte, weshalb er zurück in die Vergangenheit springt, um es erneut zu versuchen. Es wird nun auch klar, dass beide Kontrahenten verschiedenen Einschränkungen unterliegen. So lasten auf Orstead mehrere Flüche und Hitogami kann zwar in die Zukunft sehen, aber er kann nur auf jeweils drei Unterstützer zurückgreifen.
Nachdem sich Rudeus Orstead angeschlossen hat, wehren Rudeus, seine Familie und seine Freunde verschiedene Angriffe von Hitogamis Unterstützer ab und schaffen damit die Voraussetzung für einen Sieg Orsteads in der Zukunft.

## Figuren

### Hauptfiguren

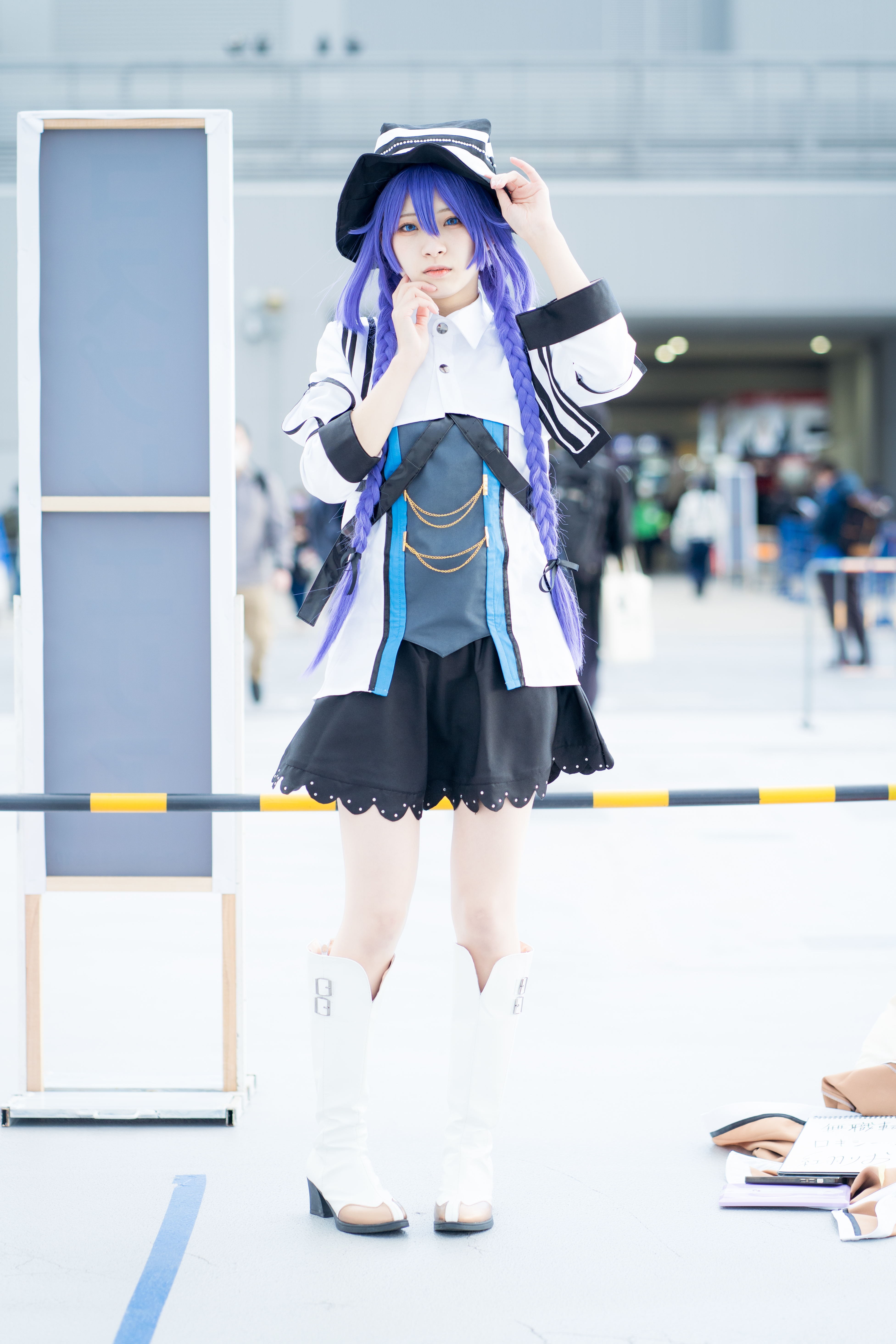
Cosplayerin als Roxy Migurdia.

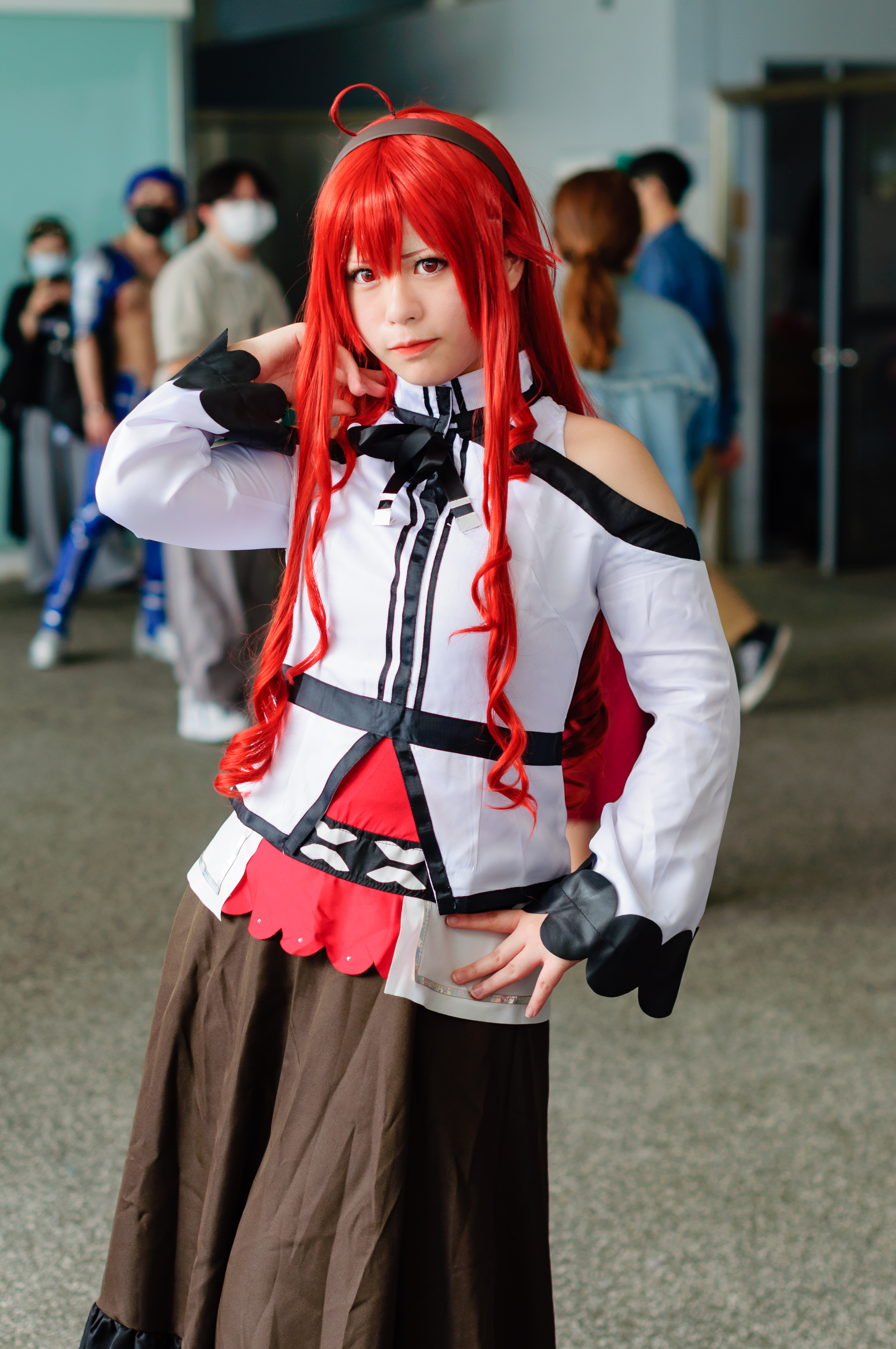
Cosplayerin als Eris Boreas Greyrat.

Rudeus Greyrat (ルーデウス・グレイラット, Rūdeusu Gureiratto)
Vor seiner Wiedergeburt als Rudeus Greyrat war er ein 34-jähriger, übergewichtiger Hikikomori, welcher sich aufgrund von Mobbing in der Schule sozial zurückzog. Nachdem er gewaltsam aus der elterlichen Wohnung geworfen wurde, verstarb er nach einem Verkehrsunfall beim Versuch, Jugendliche vor einem heranrasenden LKW zu retten, im Krankenhaus an seinen Verletzungen. Nach seiner Wiedergeburt als Sohn von Paul und Zenith Greyrat, die einer ärmeren Adelsfamilie angehören, muss Rudeus – der seine Erinnerungen an seine frühere Existenz und dessen Charakterzüge beibehalten hat – schnell feststellen, dass er sich in einer mittelalterlich anmutenden Fantasywelt wiederfindet. Er beschließt, seine zweite Chance zu nutzen und seinem neuen Leben einen Sinn zu verleihen. Daher nimmt er den Charakter eines Gentleman an, wobei seine perversen Charakterzüge aus seinem früheren Leben zum Vorschein kommen, was die Menschen in seiner Umgebung erschreckt. Da er seine Intelligenz aus dem ersten Leben beibehalten hat, ist er in der Lage bereits im Alter von drei Jahren Magie zu lernen. Aufgrund seiner Erinnerungen an seine frühere Existenz hat er ein Trauma, welches zum Vorschein kommt, wenn er draußen ist. Dank seiner Magielehrerin Roxy Migurdia kann er dieses Trauma überwinden, weswegen er sie vergöttert und ihr seine Errungenschaften widmet.
Sylphiette Greyrat (シルフィエット・グレイラット, Shirufietto Gureiratto)
Sylphiette, mit Spitznamen Sylphie, ist Rudeus’ Sandkastenfreundin. Sie ist eine Halbelfe. Aufgrund des Laplace-Faktors, welcher auch in Rudeus’ Genen liegt und den Besitzern eine besonders große magische Kraft verleiht, ist ihr Haar grün. Aufgrund ihrer magischen Fähigkeiten wird sie später eine Leibwächterin von Ariel Anemoi Asura. Wegen eines Konflikts innerhalb der Asura-Familie schreiben sich Ariel und ihre Gefolgsleute an der Ranoa-Zauberuniversität ein, darunter auch Sylphiette. An der Zauberuniversität trifft sie Rudeus wieder und heiratet ihn.
Roxy Migurdia (ロキシー・ミグルディア, Rokishī Migurudia)
Roxy Migurdia ist eine Dämonin der Rasse Migurdia, die für ihre Telepathie-Fähigkeiten, die blauen Haare, das junge Aussehen und ihre lange Lebenserwartung bekannt sind. Da Roxy im Gegensatz zu den anderen Mitgliedern der Migurdia keine Telepathie verwenden kann, verlässt sie ihre Heimat, da sie sich von den anderen isoliert fühlt. Ursprünglich war sie eine umherziehende Abenteurerin, allerdings hatte sie dadurch kein festes Einkommen, weswegen sie ihren Beruf wechselte und Magielehrerin wurde. So traf sie sich auch erstmals mit Rudeus. Nach einem Teleportationsvorfall unterstützt sie Paul Greyrat bei der Suche nach Überlebenden. Roxy wird Rudeus’ zweite Ehefrau.
Eris Boreas Greyrat (エリス・ボレアス・グレイラット, Erisu Boreasu Gureiratto)
Eris ist die Tochter einer wohlhabenden Adelsfamilie und eine ferne Verwandte von Rudeus. Sie hat einen Tsundere-ähnlichen Charakter und ist leicht reizbar, dafür hat sie Talent in der Schwertkunst. Während des Teleportationsvorfalls, bei dem sie und Rudeus gemeinsam einen Weg zurück in ihre Heimat suchen, entwickelt sie romantische Gefühle für ihn. Sie verspricht Rudeus, weiterhin Schwertkampf-Training zu nehmen und sich so ihren Platz neben ihm zu verdienen. Sie wird zu einer begabten Schwertkämpferin und lernt, sich selbst zu beherrschen. Später nimmt Rudeus sie zu seiner dritten Ehefrau.

### Familie Greyrat
Paul Greyrat (パウロ・グレイラット, Pauro Gureiratto)
Rudeus’ Vater, der seine adelige Herkunft aufgrund der restriktiven Lebensweise der Familie hinter sich gelassen hat und professioneller Schwertkämpfer wurde, der alle drei Kampfstile – den Schwert-Gott, den Wasser-Gott und den Gott des Nordens – perfekt beherrscht. Er wird als Playboy und Abenteurer mit scharfem Verstand beschrieben. Als er nach dem Teleportationsvorfall nicht in der Lage ist, seine Familie wiederzufinden entwickelt er eine Depression.
Zenith Greyrat (ゼニス・グレイラット, Zenisu Gureiratto)
Rudeus’ Mutter und die erste Ehefrau von Paul Greyrat. Wie Paul auch, stammt Zenith aus gutem Hause und verlässt diese aus demselben Grund. Anfangs versuchte sie sich als Abenteurerin mit einem Talent für Heilmagie. Paul rettet sie vor anderen Männern, die sich ihrer bemächtigen wollten, woraufhin sie sich in ihn verliebt und heiratet. Als Lillia, das Hausmädchen, von Paul schwanger wird, ist es Rudeus, der sie überzeugen kann, den beiden zu vergeben. Nach dem Teleportationsunglück wird sie in einen magischen Kristall verwandelt. Trotz ihrer Rettung durch ihren Sohn verbleibt sie in einem apathischen und teilnahmslosen Zustand. Es wird später aufgeklärt, dass sie in einer Art traumhaftem Zustand verharrt, allerdings die Geschehnisse um sich herum wahrnehmen kann.
Lillia Greyrat (リーリャ・グレイラット, Rīrya Gureiratto)
Ursprünglich eine Klassenkameradin von Paul in einem Kampf-Dōjō. Sie muss ihre Arbeit als Leibritter der Prinzessin nach einer schwerwiegenden Verletzung aufgeben und wird infolgedessen Hausmädchen von Paul und Zenith Greyrat. Sie beginnt eine Affäre mit Paul und wird schwanger. Nachdem Rudeus Zenith überzeugen kann, Lillia nicht zu verstoßen, wird sie Pauls zweite Ehefrau. Ihr Verhältnis zu Rudeus war aufgrund seines zeitweise aufkommenden perversen Charakters distanziert, jedoch schwört sie ihm ihre Loyalität, nachdem er half, sich mit Zenith zu versöhnen.
Norn Greyrat (ノルン・グレイラット, Norun Gureiratto)
Zenith’s Tochter und Rudeus jüngere Schwester. Bei dem Teleportationsunglück wurde sie gemeinsam mit Paul teleportiert und entwickelt eine enge Bindung zu ihrem Vater. Als Rudeus gegen Paul kämpft, entwickelt Norn ein ängstliches Verhalten gegenüber ihren älteren Bruder. Mit der Zeit schafft sie es, ihre Angst zu überwinden und sich mit Rudeus’ Ehefrauen anzufreunden. Allerdings bleibt das Verhältnis zu ihrem Bruder distanziert. Ihre Talente werden zwar als durchschnittlich beschrieben, jedoch gleicht sie dies durch ihre Arbeit aus.
Aisha Greyrat (アイシャ・グレイラット, Aisha Gureiratto)
Das Kind von Lillia und Paul. Sie ist die jüngere Halbschwester von Rudeus. Sie übernimmt die Hausarbeiten von Rudeus, obwohl sie intelligent ist und ein großes Potenzial zeigt.

### Ranoa-Zauberuniversität
Zanoba Shirone (ザノバ・シーローン, Zanoba Shīrōn)
Ein Kind eines Menschen und eines Gottes, gesegnet mit einzigartigen Fähigkeiten. Seine Fähigkeiten verleihen ihm übermenschliche Kraft und Ausdauer. Seit seiner Kindheit hat Zanoba eine Vorliebe für Puppen und geköpfte Menschen, deren Schönheit der einer Puppe nahe kommen. Er kommt in den Besitz einer Figur von Rudeus und wird dessen Schüler beim Herstellen derartiger Figuren. Da Zanoba jedoch wenig Talent dafür besitzt, engagiert er eine junge Zwergin, die für ihn seine Figuren herstellt. Er und Rudeus bilden eine enge Freundschaft aus.
Elinaise Dragonroad (エリナリーゼ・ドラゴンロード, Erinarīze Doragonrōdo)
Eine Elfe und Sylphietes Großmutter. Vor 200 Jahren wurde sie in einen magischen Kristall teleportiert und hat keine Erinnerungen mehr an ihr vergangenes Leben. Sie wurde verflucht und muss Sex mit anderen Männern haben um die Magie in ihr zu zerstreuen. Die Kinder, die sie dadurch gebärt, machen viel Leid durch und verstoßen sie, wodurch sie sich von diesen distanziert. Sie war eine Kameradin von Paul und schreibt sich gleichzeitig mit Rudeus ein, der für sie ihre nächsten Opfer sucht. Sie beginnt später mit Cliff Grimoire auszugehen, nachdem dieser ihr ein Liebesgeständnis gemacht hat.
Cliff Grimoire (クリフ・グリモル, Kurifu Gurimoru)
Ein Enkel des Papstes von Milis, einer Religion, die dem Christentum ähnlich ist. Um ihn zu schützen, wuchs er in einem Waisenhaus auf. Er schrieb sich als selbigen Grund an der Ranoa-Zauberuniversität ein. Cliff gilt als hochbegabt, ist jedoch kein kämpferisches Talent. Er beginnt eine Beziehung mit Elinaise und sucht nach einem Heilmittel für ihren Fluch.
Rinia Dedorudia (リニア・デドルディア, Rinia Dedorudia)/
Pursena Adorudia (プルセナ・アドルディア, Purusena Adorudia)
Rinia und Pursena sind Kandidatinnen um die Herrschaft ihrer Dörfer. Sie gehören den Biestmenschen an und haben körperliche Eigenschaften eines Hundes bzw. einer Katze. Die beiden galten an Universität zunächst als Delinquenten, jedoch kann Rudeus beide zügeln, sodass die beiden den Unterricht ernsthaft verfolgen. Nach ihrem Abschluss hat Rinia hohe Schulden angehäuft und wird später von Rudeus aus der Sklaverei gekauft, während Pursena aufgrund ihres Fehlverhaltens unter Rudeus Aufsicht gestellt wird.
Nanahoshi Shizuka (ナナホシ・シズカ, Nanahoshi Shizuka)
Einer der beiden Teenager, die Rudeus vor dessen Wiedergeburt nicht retten konnte. Sie wurde in die neue Welt teleportiert und wurde von dem Krieger Orsted aufgefunden. Aufgrund des Teleportationsunglücks altert sie nicht und muss regelmäßig Medizin einnehmen, um die Magie in ihrem Körper aufzulösen. Sie recherchiert nach magischen Zirkeln um ein Portal in ihre ursprüngliche Welt zu finden. Wie Rudeus, ist sie unanfällig für Flüche.
Ariel Anemoi Asura (アリエル・アネモイ・アスラ, Arieru Anemoi Asura)
Sie ist die Prinzessin des Königreiches Asura und streitet sich mit ihrem Bruder um die Thronfolge. Zu ihren Leibwächtern zählen Sylphiette und Luke Notos Greyrat, Rudeus Cousin. Ariel ist weise, charismatisch, allerdings verarbeitet sie Stress mit sadistischen Akten. Sie möchte Königin werden um diejenigen zu ehren, die für sie gestorben sind. In manchen Zeitlinien gedeiht ihr Königreich, während es in anderen Zeitachsen untergeht.

### Gegenspieler
Hitogami (人神, Hito-gami)
Eine mysteriöse Entität, welche in einer Dimension, welche inmitten der Erde liegt lebt. Er kann in die Träume der Menschen eindringen und seine magische Aura kann das Vertrauen zu den Menschen stärken. Durch seine Fähigkeiten kann er die vielen Möglichkeiten einer Zukunft vorhersehen. Seit Anbeginn der Zeit versucht er Rudeus Vertrauen zu gewinnen, in der Hoffnung, dass er seine Familie auslöscht um eine zukünftige Prophezeiung zu verhindern, in der Rudeus Nachkommen ihn töten.
Laplace (ラプラス, Rapurasu)
Der Antreiber des Krieges zwischen den Menschen und Dämonen. Ursprünglich war er der zweite Gott der Drachen wurde aber vom Kampfgott in zwei geschlagen. Die eine Hälfte wurde zum Dämonengott Laplace, der einen tiefen Hass gegenüber den Menschen hegt, während sich seine andere Hälfte den Menschen anschloss. Es wird prophezeit, dass Laplace einen zweiten Krieg zwischen den Dämonen und der Menschen plant, welcher in 80 Jahren stattfinden soll. Laplaces Tod ist der Schlüssel zum Öffnen der Dimension in der Hitogami verweilt.

### Weitere Charaktere
Ruijerd Superdia (ルイジェルド・スペルディア, Ruijerudo Superudia)
Ein freundlicher Mann aus der Dämonenrasse der Supards. Während des ersten Krieges zwischen den Dämonen und der Menschen wurden die Supards von Laplace manipuliert, verflucht und als mörderische Ungeheuer stigmatisiert. Im Krieg tötete Ruijerd seinen Sohn, der ihn aus der Manipulation Laplaces befreien konnte. Seit dem Ende des Krieges wandert er durch die Welt und versucht, das Stigma, welches seinem Volk zugesprochen wird, zu widerlegen. Das Haar von Ruijerd ist verflucht, was die Menschen in seiner Umgebung in Angst versetzt.
Ghislaine Dedoldia (ギレーヌ・デドルディア, Ghislaine Dedoldia)
Ghislaine ist eine mächtige Schwertkämpferin der Biestmenschen und Mitglied des Dedoldia-Stammes und hat den Beinamen „Schwertkönig.“ Sie ist Ririas Tante. Ghislaine wurde als Leibwächter für Eris Familie engagiert. Da sie weder lesen noch schreiben konnte, war sie anfällig für Betrug. Rudeus bringt ihr Lesen und Schreiben von magischen Formeln bei, die ihre Fähigkeiten weiter verstärken.
Kishirika Kishirisu (キシリカ・キシリス, Kishirika Kishirisu)
Die Dämonenkaiserin, bekannt für die Kräfte die ihrem dämonischen Blick innewohnen und der Fähigkeit anderen dämonische Kräfte zu verleihen. Sie ist mit Badigadi, dem Dämonkönig der Unsterblichkeit liiert.
Orsted (オルステッド, Orusuteddo)
Ein Mitglied des Drachen-Clans, einer humanoiden Rasse mit außergewöhnlichen Fähigkeiten. Er gilt als der stärkste Kämpfer des Clans und hat den Titel des hundertsten Drachengottes inne. Orsted ist durch seinen Vater, dem ersten Drachengott, in einer Zeitschleife gefangen, der er nur entkommen kann, wenn der Human-God getötet wird. Aufgrund der Fähigkeiten seines Vaters kann Orsted die Fähigkeiten der mysteriösen Entität weitestgehend neutralisieren. Aufgrund des Fluches, die auf Orsted gewirkt wurde, wird er von anderen Lebewesen gemieden.
Perugius Dola (オルステッド, Perugiusu Dōra)
Einer der Kämpfer, die Laplace im ersten Menschen-Dämonenkrieg besiegen konnte. Er lebt in einem schwebenden Schloss mit elf Doppelgängern und einer engelsgleichen humanoiden Lebensform namens Sylvaril, die ihm dient. Er wartet auf den Tag, an welchem Laplace wideraufersteht um ihn erneut zu töten.

## Die Welt

### Kontinente und Regionen
Die Welt in Mushoku Tensei besteht aus fünf Kontinenten: Dem flächenmäßig größten Zentralkontinent im Nordwesten, dem flächenmäßig kleinsten Himmelskontinent im Norden, dem Dämonenkontinent im Nordosten, Millis im Südosten und Begaritt im Südwesten.
Der Zentralkontinent wird im nördlichen Teil vom Rotdrachengebirge durchzogen, welcher die Königreiche Ranoa im Norden und Asura südwestlich des Gebirgszugs trennt. Östlich von Asura liegt, ebenfalls von einer Gebirgskette getrennt, eine Konfliktzone, in welcher zahlreiche kleine Nationen versuchen, die Kontrolle über die Region zu gewinnen. Südlich der Konfliktzone befinden sich die Königreiche Shirone, Kikka und Sanakia.
Das Königreich Asura wiederum besteht aus den Ländern Donati, Fittoa, Milbotts und Wishiru. Von der Hauptstadt Asuras, Ars, verläuft ein Landweg gen Süden bis hin zum Osthafen, welches den Zentralkontinent über den Seeweg mit dem Westhafen auf dem Kontinent Millis verbindet. Der Landweg endet in Millishion, der Hauptstadt von Millis. Im nördlich von Asura gelegenen Ranoa befindet sich die Ranoa-Zauberuniversität. Das Königreich Ranoa ist neben den Herzogtümern Nerris und Basherant, eine der drei großen Nationen der Magie. Die Währung auf dem Zentralkontinent ist die Asura-Goldmünze, welche in Asura-Silber- und große Kupfermünzen unterteilt ist. Die große Asura-Kupfermünze wird wiederum in einfache Kupfermünzen unterteilt. Eine einfache Kupfermünze entspricht ungefähr 100 Yen. Auf den anderen Kontinenten gibt es jeweils eigene Währungen zu unterschiedlichen Wechselkursen.
Auf dem Kontinent Millis im Südosten leben sowohl Menschen als auch Biestmenschen. Im Nordosten des Kontinents hinter dem Blaudrachengebirge befindet sich ein großer Wald, in welchem verschiedenste Rassen leben: Die Biestmenschen im Norden, Hobbits im Nordwesten, Zwerge im Südwesten und Elfen im Südosten. Im Norden des Kontinents befindet sich der Zant-Hafen, welcher über den Seeweg Millis mit dem Dämonenkontinent verbindet. In der Biegoya-Region, welche vom Dämonenkönig Badigadi regiert wird, liegt die Stadt Rikarisu. Diese diente während des Großen Kriegs zwischen den Dämonen und Menschen dem Heer der Dämonenkaiserin Kishirika Kishirisu als Quartier. Die Stadt befindet sich im Zentrum eines gigantischen Kraters. Ebenfalls in Biegoya liegt das Dorf des Migurdia-Stammes, aus dem Roxi stammt.
Der nördlichste Kontinent ist der Himmelskontinent. Auf diesem Kontinent lebt die Himmelsrasse. Die Orte liegen in 3.000 Kilometern Höhe. Im Westen grenzt er an den Zentralkontinent, im Osten an den Dämonenkontinent. Südlich des Zentralkontinents befindet sich der Kontinent Begaritt, welcher hauptsächlich von Abenteurern bewohnt wird. In der Mitte der vier Kontinente (Zentral, Millis, Dämonen und Himmel) liegt der Ringus-See, der einem Ozean gleicht. Diverse Kontinente waren früher einmal miteinander verbunden und bildeten einen Superkontinent. Im Zuge des zweiten großen Dämonen-Menschenkrieges splitteten sich einige Kontinente auf und drifteten auseinander.

### Magie- und Kampfstile
Es existieren drei Arten von Magie: Angriffs- bzw. Elementarmagie, Heilmagie und Beschwörungsmagie. Diese ist in sieben Stufen eingeteilt: Anfänger, fortgeschrittene, erfahrene, heilige, königliche, kaiserliche und göttliche Magie. Es gibt die Möglichkeit, Magie miteinander zu kombinieren. Zudem gibt es einzigartige Magie, die nur von einzelnen Lebensformen angewendet werden kann.
In Mushoku Tensei gibt es zudem drei Schwertkampfstile: Den Nordgottstil, den Schwertgottstil und den Wassergottstil. Im Nordgottstil gibt es eine Technik, in der der Anwender sein Schwert in Richtung eines scheinbar unerreichbaren Gegners wirft. Alle drei Schwertkampfstile sind in sieben Stufen unterteilt.

## Medien

### Web- und Light-Novel-Reihe

Internationales Logo der Light-Novel-Reihe

Rifujin na Magonote veröffentlichte Mushoku Tensei zwischen dem 22. November 2012 und dem 3. April 2015 auf der Plattform Shōsetsuka ni Narō. Dabei wurden insgesamt 25 Bände auf der Online-Plattform publiziert. Obwohl zwischenzeitlich angekündigt wurde, dass der Verleger Media Factory die Web-Novel als Light-Novel-Reihe in gedruckter Auflage veröffentlichen wird, gab der Autor bekannt, die Serie weiterhin auf Syosetsu fortsetzen zu wollen. Der erste Band der Light-Novel-Reihe erschien am 24. Januar 2014 in Japan. Für die Illustrationen der Light Novel zeichnet ein Künstler verantwortlich, der auf dem Imageboard Pixiv unter dem Pseudonym SiroTaka aktiv ist. Der US-amerikanische Verlag Seven Seas Entertainment kündigte an, die Light-Novel-Reihe in englischer Sprache außerhalb Japans zu veröffentlichen. Der Verlag kündigte im Februar 2021 an, einige Stellen leicht abändern zu wollen. Gründe hierfür sind einerseits der pervers dargestellte Charakter des Protagonisten Rudeus und andererseits die Anspielungen auf Vergewaltigung. Letztere wurden in der übersetzten Version gänzlich entfernt. Seven Seas veröffentlichte ein Statement, in dem sie die Änderungen begründeten.
Im Jahr 2012, nachdem er die ersten Teile des Werkes publiziert hatte, schrieb Rifujin na Magonote, dass er mindestens 100 Kapitel plane. Allerdings sorgten Kritiken dafür, dass der Autor mit dem Gedanken spielte, die Serie vorzeitig zu beenden. Schließlich wurde er zum Weitermachen animiert, als die Serie die Spitzenposition in den Tagesrankings von Syosetsu erreichen konnte. Die Storyline, in welcher Rudeus wieder auf Aisha trifft, wurde vom Autor abgeändert, da er den geplanten Serientod des Charakters Lillia als antiklimaktisch empfand und sich deswegen entschied, den Charakter in der Serie nicht sterben zu lassen.
Der Schöpfer erklärte Mitte Januar 2021, dass er beabsichtigt, eine Fortsetzung der Web-Novel-Reihe zu schreiben, allerdings haben andere Projekte Vorrang. Zudem leidet der Autor an gesundheitlichen Problemen, die er auskurieren möchte, bevor er an einem neuen Werk arbeiten will. Anfang September 2022 wurde bekanntgegeben, dass die Hauptreihe mit Herausgabe des 26. Romans abgeschlossen ist. Der letzte Band der Romanreihe wurde am 25. November 2022 in Japan veröffentlicht. Zum gleichen Zeitpunkt erschien ein Special-Buch mit Zusatzmaterial wie einem Interview mit dem Autor und dem Illustrator Shirotaka, einem bisherigen Handlungsverlauf der Geschichte und Nebengeschichten, welche zu einem späteren Zeitpunkt eine separate Buchveröffentlichung erhalten sollen.

#### Inspiration
Der Autor, Rifujin na Magonote, erzählte in einem Interview mit PhantaPorta aus dem Jahr 2017, welche Werke ihn beim Schreiben der Web-Novel-Reihe beeinflusst haben. Darunter zählen zahlreiche Rollenspiele zwischen den 1980er- und den 2000er-Jahren, wobei er namentlich Final Fantasy, Dragon Quest, Legend of Mana, Ragnarok Online und die Adult-Spieleserie Rance nennt. Des Weiteren nannte er verschiedene Light-Novel-Reihen wie Isekai Meikyū de Harem wo, Mashō und Heal Saikō, die ihn beim Erarbeiten detaillierter Settings beeinflusst haben. Überdies nannte er auch die Light-Novel-Serie Re:Zero, die ihn bei der Erarbeitung der finalen Handlung inspiriert hat.

#### Veröffentlichungen
| Band | Inhalt                                                           | Veröffentlichung (Japan) | ISBN (Japan)            |
| ---- | ---------------------------------------------------------------- | ------------------------ | ----------------------- |
| 1    | 1. Web-Novel                                                     | 24. Jan. 2014            | ISBN 978-4-04-066220-6. |
| 2    | 2. Web-Novel                                                     | 25. März 2014            | ISBN 978-4-04-066393-7. |
| 3    | 3. Web-Novel                                                     | 23. Mai 2014             | ISBN 978-4-04-066755-3. |
| 4    | 4. Web-Novel                                                     | 25. Aug. 2014            | ISBN 978-4-04-066961-8. |
| 5    | 5. Web-Novel                                                     | 24. Okt. 2014            | ISBN 978-4-04-067130-7. |
| 6    | 6. Web-Novel                                                     | 25. Feb. 2015            | ISBN 978-4-04-067412-4. |
| 7    | Original-Story (zeitliche Handlung zwischen 6. und 7. Web-Novel) | 25. Aug. 2015            | ISBN 978-4-04-067759-0. |
| 8    | 7. Web-Novel Beginn 8. Web-Novel                                 | 23. Okt. 2015            | ISBN 978-4-04-067946-4. |
| 9    | Ende 8. Web-Novel Teile 9. Web-Novel                             | 25. Jan. 2016            | ISBN 978-4-04-068046-0. |
| 10   | 10. Web-Novel Beginn 11. Web-Novel                               | 25. März 2016            | ISBN 978-4-04-068192-4. |
| 11   | Ende 11. Web-Novel 12. Web-Novel                                 | 25. Mai 2016             | ISBN 978-4-04-068347-8. |
| 12   | 13. Web-Novel                                                    | 25. Aug. 2016            | ISBN 978-4-04-068483-3. |
| 13   | 14. Web-Novel                                                    | 22. Dez. 2016            | ISBN 978-4-04-068745-2. |
| 14   | 15. Web-Novel                                                    | 25. Apr. 2017            | ISBN 978-4-04-069189-3. |
| 15   | 16. Web-Novel                                                    | 25. Juli 2017            | ISBN 978-4-04-069355-2. |
| 16   | 17. Web-Novel                                                    | 25. Okt. 2017            | ISBN 978-4-04-069587-7. |
| 17   | 18. Web-Novel                                                    | 25. Jan. 2018            | ISBN 978-4-04-069664-5. |
| 18   | 19. Web-Novel                                                    | 25. Mai 2018             | ISBN 978-4-04-069925-7. |
| 19   | 20. Web-Novel                                                    | 25. Aug. 2018            | ISBN 978-4-04-065167-5. |
| 20   | Web-Novel 20.5 Beginn 21. Web-Novel                              | 25. Jan. 2019            | ISBN 978-4-04-065502-4. |
| 21   | Ende 21. Web-Novel                                               | 25. März 2019            | ISBN 978-4-04-065637-3. |
| 22   | Beginn 22. Web-Novel                                             | 25. Juli 2019            | ISBN 978-4-04-065908-4. |
| 23   | Ende 22. Web-Novel                                               | 25. Juni 2020            | ISBN 978-4-04-064540-7. |
| 24   | Beginn 23. Web-Novel                                             | 25. Dez. 2020            | ISBN 978-4-04-680069-5. |
| 25   | Weiterführung der 23. Web-Novel                                  | 25. Sep. 2021            | ISBN 978-4-04-680509-6. |
| 26   | Ende 23. Novel, 24. Web-Novel                                    | 25. Nov. 2022            | ISBN 978-4-04-681933-8. |

### Manga
In der Mai-Ausgabe des Jahres 2014 des Comic Flapper wurde das erste Kapitel der Manga-Umsetzung für die Juni-Ausgabe des Magazins angekündigt. Yuka Fujikawa steuert für den Manga die Illustrationen bei, die auf dem originalen Charakterdesign von SiroTaka basieren. Im Januar 2015 gab Seven Seas Entertainment bekannt, den Manga unter dem Titel Mushoku Tensei: Jobless Reincarnation in englischer Sprache zu veröffentlichen.
Seit Juli 2021 bringt der Verlag Planet Manga die Manga-Hauptserie unter dem Titel Mushoku Tensei: In dieser Welt mach ich alles anders in deutscher Sprache heraus. Bisher erschienen 21 Bände (Stand März 2025).
| Band | Japanisch        | Japanisch               | Deutsch          | Deutsch                 |
| Band | Veröffentlichung | ISBN                    | Veröffentlichung | ISBN                    |
| ---- | ---------------- | ----------------------- | ---------------- | ----------------------- |
| 01   | 23. Okt. 2014    | ISBN 978-4-04-066884-0. | 27. Juli 2021    | ISBN 978-3-7416-2542-8. |
| 02   | 23. März 2015    | ISBN 978-4-04-067293-9. | 28. Sep. 2021    | ISBN 978-3-7416-2543-5. |
| 03   | 19. Sep. 2015    | ISBN 978-4-04-067808-5. | 23. Nov. 2021    | ISBN 978-3-7416-2544-2. |
| 04   | 23. März 2016    | ISBN 978-4-04-068226-6. | 25. Jan. 2022    | ISBN 978-3-7416-2560-2. |
| 05   | 23. Sep. 2016    | ISBN 978-4-04-069418-4. | 22. März 2022    | ISBN 978-3-7416-2719-4. |
| 06   | 23. März 2017    | ISBN 978-4-04-069109-1. | 7. Juni 2022     | ISBN 978-3-7416-2720-0. |
| 07   | 23. Sep. 2017    | ISBN 978-4-04-069418-4. | 26. Juli 2022    | ISBN 978-3-7416-2942-6. |
| 08   | 23. März 2018    | ISBN 978-4-04-069776-5. | 27. Sep. 2022    | ISBN 978-3-7416-2943-3. |
| 09   | 23. Okt. 2018    | ISBN 978-4-04-065100-2. | 22. Nov. 2022    | ISBN 978-3-7416-2944-0. |
| 10   | 23. März 2019    | ISBN 978-4-04-065576-5. | 31. Jan. 2023    | ISBN 978-3-7416-3226-6. |
| 11   | 23. Okt. 2019    | ISBN 978-4-04-064046-4. | 28. März 2023    | ISBN 978-3-7416-3227-3. |
| 12   | 23. März 2020    | ISBN 978-4-04-064469-1. | 30. Mai 2023     | ISBN 978-3-7416-3228-0. |
| 13   | 20. Aug. 2020    | ISBN 978-4-04-064816-3. | 25. Juli 2023    | ISBN 978-3-7416-3463-5. |
| 14   | 21. Jan. 2021    | ISBN 978-4-04-680113-5. | 26. Sept. 2023   | ISBN 978-3-7416-3464-2. |
| 15   | 21. Juni 2021    | ISBN 978-4-04-680670-3. | 21. Nov. 2023    | ISBN 978-3-7416-3465-9. |
| 16   | 22. Nov. 2021    | ISBN 978-4-04-680885-1. | 30. Jan. 2024    | ISBN 978-3-7416-3712-4. |
| 17   | 22. Juni 2022    | ISBN 978-4-04-681385-5. | 2. April 2024    | ISBN 978-3-7416-3713-1. |
| 18   | 22. Dez. 2022    | ISBN 978-4-04-681985-7. | 21. Mai 2024     | ISBN 978-3-7416-3714-8  |
| 19   | 22. Juli 2023    | ISBN 978-4-04-682607-7. | 16. Juli 2024    | ISBN 978-3-7416-3944-9  |
| 20   | 22. Feb. 2024    | ISBN 978-4-04-683275-7. | 17. Dez. 2024    | ISBN 978-3-7416-3945-6  |
| 21   | 22. Aug. 2024    | ISBN 978-4-04-683847-6  | 25. März 2025    | ISBN 978-3-7416-4178-7  |

Im Dezember 2017 startete mit Mushoku Tensei: Roxy Gets Serious (Originaltitel 無職転生 ～ロキシーだって本気です～ Mushoku Tensei ~ Roxy Datte Honki Desu) ein Ableger mit Zeichnungen von Shoko Iwami, der seit 2019 bei Seven Seas auch in englischer Sprache erscheint. Der Ableger greift die Vergangenheit von Roxy Migurdia auf, als diese Außenseiterin in ihrer Heimat war. In Frankreich erscheint der Manga beim Verlag Doki Doki unter dem Titel Les Adventures de Roxy.
Im Januar 2023 wurde mit Erscheinen des elften Mangabandes bekannt, dass die Mangareihe mit der Herausgabe des zwölften Bandes endet.
| Band | Veröffentlichung (Japan) | ISBN (Japan)            |
| ---- | ------------------------ | ----------------------- |
| 1    | 22. März 2018            | ISBN 978-4-04-069697-3. |
| 2    | 22. Sep. 2018            | ISBN 978-4-04-065108-8. |
| 3    | 22. März 2019            | ISBN 978-4-04-065604-5. |
| 4    | 25. Okt. 2019            | ISBN 978-4-04-064033-4. |
| 5    | 23. März 2020            | ISBN 978-4-04-064482-0. |
| 6    | 21. Aug. 2020            | ISBN 978-4-04-064825-5. |
| 7    | 22. Jan. 2021            | ISBN 978-4-04-680096-1. |
| 8    | 21. Sep. 2021            | ISBN 978-4-04-680545-4. |
| 9    | 21. Dez. 2021            | ISBN 978-4-04-680950-6. |
| 10   | 23. Juli 2022            | ISBN 978-4-04-681524-8. |
| 11   | 23. Jan. 2023            | ISBN 978-4-04-681973-4. |

Ein weiterer Ableger erschien zwischen Oktober 2018 und August 2020 als Yonkoma.
| Band | Veröffentlichung (Japan) | ISBN (Japan)            |
| ---- | ------------------------ | ----------------------- |
| 1    | 26. Okt. 2019            | ISBN 978-4-04-912759-1. |
| 2    | 27. März 2020            | ISBN 978-4-04-913115-4. |
| 3    | 26. Dez. 2020            | ISBN 978-4-04-913562-6. |

Ein dritter Web-Manga-Ableger startete am 15. März 2022 in der Gangan-Online-App unter dem Titel Mushoku Tensei: Eris wa Honki de Kiba o Togu (無職転生～エリスは本気で牙を砥ぐ～) und folgt Eris Greyrat, nachdem diese Rudeus verlässt. Der Web-Manga entsteht aus der Feder von Yū Okano und wird mit Illustrationen Take Higake visualisiert. Die Reihe wurde im Oktober gleichen Jahres abgeschlossen. Square Enix kündigte an, den ersten Band am 25. November 2022 in gedruckter Form zu veröffentlichen.
| Band | Veröffentlichung (Japan) | ISBN (Japan)            |
| ---- | ------------------------ | ----------------------- |
| 1    | 25. Nov. 2022            | ISBN 978-4-7575-8268-2. |

### Anime-Fernsehserie
Am 15. März 2019 wurde auf der offiziellen Webseite von MF Books die Produktion eines Anime ankündigt, allerdings wurde erst im Juli gleichen Jahres bekannt, dass es sich hierbei um eine Fernsehserie handeln werde. Die Anime-Fernsehserie entsteht im Studio Bind unter der Regie von Manabu Okamoto. Das Charakterdesign stammt aus der Feder von Kazutaka Sugiyama; die Musik wurde von Yoshiaki Fujisawa komponiert. Sängerin Yuiko Ōhara interpretiert mit The Traveler’s Song (Originaltitel 旅人の唄 Tabibito no Uta) und Only (Originaltitel オンリー Onrī) sowohl das Vorspann- als auch das Abspannlied. Für das Studio stellt Mushoku Tensei die erste Hauptproduktion dar, nachdem es für die Produktion der Episoden 22 und 31 der Anime-Serie Karakuri Circus verantwortlich war. Das Studio gehört zur Produktionsfirma Egg Firm und wurde als Joint-Venture mit dem Studio White Fox gegründet.
In einem Interview erklärte Nobuhiro Osawa, Geschäftsführer und Präsident von Egg Firm, dass er etwa im Jahr 2017 mit der Light-Novel-Reihe in Berührung kam, die ersten zwölf Bände las und das Konzept interessant fand. Aufgrund dessen wollte er die Light-Novel-Reihe als Anime-Serie umsetzen und nahm Kontakt mit dem Verlag MF Books auf. Das 2018 als Joint-Venture gegründete Animationsstudio Studio Bind wurde, laut Osawa, in erster Linie eröffnet, um sich explizit mit der Produktion des Anime zu beschäftigen.
Ursprünglich war geplant, dass die Serie im Laufe des Jahres 2020 anlaufen sollte. Allerdings wurde der Start der Serie im Juni 2020 ins Jahr 2021 verschoben. Gleichzeitig wurden die Sprecher der vier Hauptcharaktere bekannt gegeben: So spricht Yumi Uchiyama Rudeus Greyrat als Kind, Ai Kakuma synchronisiert Eris Boreas Greyrat, während Konomi Kohara und Ai Kayano den Charakteren Roxy Migurdia bzw. Sylphiette ihre Stimmen leihen. Im Oktober 2020 wurde der Start des Anime im Januar 2021 angekündigt. Gleichzeitig wurden weitere Sprecher, die in der Serie zu hören sein werden, der Öffentlichkeit präsentiert.
Die erste Staffel des Anime umfasst 23 Episoden, wobei die Staffel als Split-Cour konzipiert wurde. Das bedeutet, dass die zweite Hälfte der Serie im weiteren Laufe des Jahres anläuft. Ursprünglich war geplant, die zweite Hälfte der ersten Staffel ab Juli zu zeigen. Im Mai wurde allerdings angekündigt, dass der Start aus mehreren Gründen auf Oktober verschoben wird. Stattdessen wurden die ersten elf Episoden erneut im japanischen Fernsehen gezeigt. Der Anime wurde am 3. Oktober 2021 mit der Ausstrahlung der zwölften Episode im japanischen Fernsehen fortgesetzt. In einem am 19. September 2021 veröffentlichten Trailer wurde der Vorspanntitel Keishō no Uta vorgestellt, welches von Yuiko Ōhara interpretiert wurde.
Im November 2021 wurde bekannt, dass Mushoku Tensei eine OVA-Episode erhalten werde, die im März 2022 erscheinen sollte. Am 6. März 2022 wurde die Produktion einer zweiten Staffel offiziell bestätigt. Diese entsteht unter der Regie von Hiroki Hirano, welcher bei der Produktion der ersten Staffel als Regieassistent mitwirkte. Sanae Shimada übernimmt das Charakterdesign von Kazutaka Sugiyama, während Yoshiaki Fujiwara erneut die Serienmusik komponiert. Die zweite Staffel umfasst 25 Episoden. Unmittelbar nach der Ausstrahlung der 25. Episode der zweiten Staffel am 30. Juni 2024 wurde die Produktion einer dritten Staffel offiziell bestätigt, ohne dabei weitere Details zu nennen.

### Musik

#### Staffel 1
Alle Vor- und Abspanntitel der ersten Staffel wurden von der japanischen Singer-Songwriterin Yuiko Ōhara getextet, komponiert und eingesungen. Die Lieder, die in der Serie zu hören sind, heißen:
- The Traveller’s Song (旅人の唄 Tabibito no Uta) – 1. Vorspanntitel (Episoden 3–9)
- Only (オンリー Onrī) – 1. Abspanntitel (Episoden 1–11)
- The Awakening Song (目覚めの唄 Mezame no Uta) – 2. Vorspanntitel (Episoden 10 und 11)
- The Way To Go With The Wind (風と行く道 Kaze to Iku Michi) – 2. Abspanntitel (Episoden 12–23)
- The Inheritance Song (継承の唄 Keishō no Uta) – 3. Vorspanntitel (Episoden 14 und 15)
- The Prayer Song (祈りの唄 Inori no Uta) – 4. Vorspanntitel (Episoden 16–18)
- A Distant Child Guard Song (遠くの子守の唄 Tōku no komori no Uta) – 5. Vorspanntitel (Episoden 19–22)

Die Lieder erscheinen am 22. Dezember 2021 als Mini-Album unter dem Titel TV animation „MUSHOKU TENSEI“ Theme Song Collection.

#### Staffel 2
Der musikalische Vorspann der ersten zwölf Episoden der zweiten Staffel ist mit dem Lied spiral von der japanischen Rockband LONGMAN unterlegt, während die Sängerin Yuiko Ōhara mit ihrem Lied Musubime im Abspann zu hören ist. Für den zweiten Abschnitt der zweiten Staffel ist das Lied On the Frontline der Rockband Hitorie zu hören, der Abspann ist mit dem Stück Mamoritaimono von Yuiko Ōhara unterlegt.

## Synchronisation
Die deutsche Synchronisation wurde nach dem Dialogdrehbuch von Christos Topulos und unter der Dialogregie von Martin May in Hamburg bei DMT Digital Media Technologie (Staffel 1) und Tonik Studio (Staffel 2) realisiert.
| Rolle                 | Japanische Stimme (Seiyū)                                                  | Deutsche Stimme                               |
| --------------------- | -------------------------------------------------------------------------- | --------------------------------------------- |
| Rudeus Greyrat        | Tomokazu Sugita (vor Wiedergeburt) Yumi Uchiyama (nach Wiedergeburt, Kind) | Martin May (Erwachsen) Elise Eikermann (Kind) |
| Roxy Migurdia         | Konomi Kohara                                                              | Leoni Kristin Oeffinger                       |
| Sylphiette            | Ai Kayano                                                                  | Arlette Stanschus                             |
| Eris Boreas Greyrat   | Ai Kakuma                                                                  | Liza Ohm                                      |
| Paul Greyrat          | Toshiyuki Morikawa                                                         | Markus Hanse                                  |
| Zenith Greyrat        | Hisako Kanemoto                                                            | Nina Witt                                     |
| Philip Boreas Greyrat | Daisuke Ono                                                                | Jesse Grimm                                   |
| Sauros Boreas Greyrat | Binbin Takaoka                                                             | Michael Prelle                                |
| Lillia Greyrat        | Lynn                                                                       | Sina Zadra                                    |
| Norn Greyrat          | Saya Aizawa                                                                | Laura Pfister                                 |
| Aisha Greyrat         | Yūki Takada                                                                | Lea Stamm                                     |
| Ghislaine Dedoldia    | Megumi Toyoguchi                                                           | Elena Wilms                                   |
| Ruijerd Superdia      | Daisuke Namikawa                                                           | Mike Olsowski                                 |
| Orsted                | Kenjiro Tsuda                                                              | Patrick Stamme                                |
| Kishirika Kishirisu   | Yuka Iguchi                                                                | Samina König                                  |
| Perugius Dola         | Rikiya Koyama                                                              | Joshy Peters                                  |
| Arumanfi              | Kengo Kawanishi                                                            | Rasmus Borowski                               |
| Hitogami              | Kujira                                                                     | Konstantin Graudus                            |
| Nanahoshi Shizuka     | Shion Wakayama                                                             | Samina König                                  |

## Veröffentlichung
Der Streamingdienst Funimation sicherte sich die Rechte an der Ausstrahlung der Serie im Simulcast für Nordamerika inklusive Mexiko, Brasilien und dem Vereinigten Königreich; in Europa zeigte Wakanim den Anime, während AnimeLab Mushoku Tensei in Australien und Neuseeland im Simulcast anbietet. Für den südostasiatischen und dem südasiatischen Raum erhielt Muse Communication die Rechte an der Ausstrahlung von Mushoku Tensei. In diesen Regionen wird die Anime-Fernsehserie auf dem Muse-Asia-Youtubekanal, auf iQIYI und Bilibili gezeigt.
Zwischenzeitlich wurde bekannt, dass Mushoku Tensei eine deutschsprachige Synchronisation erhält. Die deutsche Synchronfassung entsteht im Synchronstudio DMT in Hamburg, wobei Christis Topulos das Dialogbuch schreibt und Martin May, der die erwachsene Stimme von Rudeus ist, die Dialogregie übernimmt. Seit dem 14. Februar 2021 erscheint auch eine englischsprachige Fassung des Anime im Simuldub.
In Japan wurde die erste Staffel des Anime auf vier DVD- und Blu-ray-Discs zwischen dem 21. April 2021 und dem 16. März 2022 veröffentlicht.
Die zweite Staffel wird im deutschsprachigen Raum bei Crunchyroll gezeigt.

## Episodenliste
| Staffel | Episodenanzahl | Erstausstrahlung in Japan | Erstausstrahlung in Japan | Deutschsprachige Erstausstrahlung | Deutschsprachige Erstausstrahlung |
| Staffel | Episodenanzahl | Staffelpremiere           | Staffelfinale             | Staffelpremiere                   | Staffelfinale                     |
| ------- | -------------- | ------------------------- | ------------------------- | --------------------------------- | --------------------------------- |
| 1       | 23+1           | 10. Januar 2021           | 26. März 2022             | 10. Januar 2021 (Simulcast, OmU)  | 16. März 2022 (Simulcast, OmU)    |
| 2       | 25             | 02. Juli 2023             | unbekannt                 | 02. Juli 2023 (Simulcast, OmU)    | unbekannt                         |

## Videospiel
Es wurde angekündigt, dass sich ein Videospiel für das Smartphone mit dem Titel Mushoku Tensei ~Game ni Nattemo Honki Dasu~ durch den Entwickler Aiming in Arbeit befindet. In diesem Spiel soll auch die Vergangenheit von Rudeus Vater Paul beleuchtet werden. Das Spiel soll Ende 2021 für die Betriebssysteme Android und iOS erscheinen. Eine Vorregistrierung ist bereits möglich.

## Besprechungen und Kontroversen

### Allgemeine Besprechungen
Chiaki Hirai schrieb in ihrer Besprechung für Animefeminist zur ersten Episode des Anime am 10. Januar 2021, dass der Anime auf den ersten Blick genug Potenzial besitzen könnte, um aus der Masse der belanglosen Isekai-Veröffentlichungen hervorzustechen. Dies macht sie an dem 2018 eröffneten Studio Bind, der Regisseurin Manabu Okamoto sowie der soliden Produktion aus. Allerdings zeigt sich Hirai vom Protagonisten nicht angetan, den sie als einen „perversen Loser“, „Lolicon“ und „Sexualverbrecher“ bezeichnet und dabei einige Stellen aus der Animefolge als Referenz heranzieht. Aufgrund dessen zieht sie für sich das Fazit die Serie nicht weiterzuverfolgen, egal wie gut die Geschichte sich entwickeln wird.
Wesentlich wohlwollender wurde die Serie, sowohl der Anime als auch die Vorlagen, in einer Besprechung auf Animespiegel wahrgenommen. Besonders hervorgehoben wurde das Konzept der Reihe. Anders als bei Animefeminist sieht der Kritiker von Animespiegel eine Charakterentwicklung beim Protagonisten des Franchise. So entwickle sich Rudeus, welcher Anfangs als „menschlicher Abfall“ bezeichnet wurde, stetig weiter. Auch die Nebencharaktere, so der Kritiker, erhalten durch ihre eigenen Geschichten mehr Tiefe. Auch wird die Erarbeitung der Welt, welche im Vergleich zu vielen anderen Fantasy-Werken heraussticht, gelobt. So werden Orte nicht bloß erwähnt, sondern erhalten im Laufe der Geschichte einen immer wichtigeren Stellenwert.
Mushoku Tensei gilt als „Großvater des Isekai“ und hat einige Genre-Eigenschaften, die viele andere Werke der Literaturgattung aufgreifen, hervorgebracht.

### Entfernung auf Bilibili
Am 7. Februar 2021 wurde die Anime-Serie von der chinesischen Plattform Bilibili entfernt. Während der Streamingdienst von einer technischen Störung sprach, waren alle bisher veröffentlichten Episoden nicht mehr abrufbar. Es wurde bekannt, dass mehrere Nutzer die Serie für ihre vermittelten Inhalte kritisierten und diese als unmoralisch einstuften. Während die Serie auf Bilibili selbst überaus positiv wahrgenommen wurde – eine durchschnittliche Bewertung von 9,2 bei 10 möglichen Punkten, wurde der Anime auf der Plattform Douban mit einer Wertung von 3,9 von 10 Punkten bedacht. So wurde unter anderem das Verhalten des Protagonisten Rudeus scharf kritisiert:

“The plots in the anime disgust me. I have never watched a lead character with such wrong values. He is always a loser, even if he reincarnates in a fantasy world […]”

„Die Handlungen des Anime widern mich an. Ich habe noch nie einen Hauptcharakter mit so falschen Werten gesehen. Er wird immer ein Loser sein, auch wenn er in einer Fantasywelt wiedergeboren wird […]“

Es stellte sich allerdings schnell heraus, dass die Serie auf der Plattform Douban einem Internetphänomen namens Review Bombing zum Opfer fiel, bei der eine große Anzahl an Nutzer, der Serie eine schlechte Bewertung zukommen lässt, ohne diese zu kennen. Eine andere Theorie besagt, dass die Entfernung der Serie mit dem bekannten Influencer LexBurner zusammenhängt, der die Fans der Serie in einem Kommentar während eines Livestreams am 1. Februar 2021 als „Versager in der sozialen Hierarchie“ bezeichnete und weiterhin die Meinung vertrat, dass „kein erfolgreicher Mensch sich die Serie geben werde“. Zudem soll er seine Anhängerschaft angestiftet haben, die Serie schlecht zu bewerten. Burners Konto auf Bilibili wurde zwischenzeitlich gesperrt.
Wenige Tage später kündigten mehrere chinesische Marken an, ihre Zusammenarbeit mit der Plattform aufzukündigen, da diese im Zuge der Kontroverse um die Animeserie misogyne Kommentare toleriere. Zudem gaben mehrere Nutzerinnen an, dass ihr Account aufgrund ihrer Kritik an der Serie von der Plattform gesperrt wurden, während die Konten männlicher Kritiker unberührt blieben. Beklagt wurde, dass die Serie Pädophilie und leichte Pornografie zeige, die Frauen als Angriff werteten.

### Charakter des Protagonisten
Der pervers beschriebene Charakter von Rudeus wurde von der Leserschaft und der Anime-Szene kritisiert. Zu der Kritik bezog der Schöpfer des Originalwerks, Rifujin na Magonote, Stellung. Er schrieb, dass sich der Charakter diesbezüglich geändert habe, Teile seiner Charakterzüge aber erhalten bleiben sollten, um das Bereuen des früheren Daseins des Protagonisten veranschaulichen zu können. Allerdings hat die Anime-Umsetzung diese Stelle der Charakterveränderung nicht aufgegriffen, sodass der Eindruck erweckt werde, dass Rudeus komplett pervers sei.
Asahiro Kakashi, der die Zeichnungen für die Mangareihe Kumo desu ga, Nani ka? anfertigt, schreibt in einem längeren Tweet auf Twitter, dass die negativen Charaktereigenschaften des Protagonisten nicht beschönigt oder verwässert wurden. Er bereut seine Taten und hat Schwierigkeiten, sein Leben besser zu leben, weswegen er von seiner Umwelt akzeptiert wird. Akzeptanz, so Kakashi, werde in der heutigen Medienkultur nur mangelhaft aufgegriffen. Weiterhin schreibt er, dass sich der Charakter entwickle, auch wenn die Essenz des mittelalten Perversen sich kaum verändert. Dennoch habe er ein Leben verdient, welches Früchte trägt.

### Darstellung sexualisierter Inhalte
Asahiro Kakashi lobte die Serie für ihre Darstellung sexualisierter Inhalte und beschrieb, dass die Bestätigung der Vulgarität den Reiz der Serie ausmache. Dabei vergleicht er Mushoku Tensei mit anderen Werken und kommt zum Schluss, dass in vielen anderen Geschichten die Thematik reduziert oder als Fanservice eingebaut wird um die Leserschaft zu fesseln, während Sex in Rifujin na Magonotes Romanreihe als selbstverständlich und nicht verherrlichend dargestellt wird. Dabei zeige Mushoku Tensei keine Verschönigungen, sondern greift reelle Situationen, wie sie in der menschlichen Geschichte vorkommen, auf.

### Verkaufserfolg
Bis 2018 wurden mehr als zwei Millionen Exemplare der Light-Novel- und Manga-Reihe verkauft; im Februar 2022 befanden sich zehn Millionen verkaufte Einheiten der Light-Novel-Reihe im Umlauf. Im Jahr 2018 wurde die Light Novel in den Ratgeber Kono Light Novel ga Sugoi! für das Jahr 2019 auf Platz neun der Kategorie Tankōbon gelistet. Insgesamt wurde die Light-Novel-Reihe fünf Mal in der Bestenliste des Ratgebers aufgenommen. Diverse Light-Novel-Bände schafften überdies den Einstieg in die japanischen Literaturcharts, die von Oricon ermittelt werden.
| Jahr | Bestenliste                | Kategorie          | Platzierung | Quelle |
| ---- | -------------------------- | ------------------ | ----------- | ------ |
| 2017 | Kono Light Novel ga Sugoi! | Tankōbon           | 4. Platz    | [ 75 ] |
| 2018 | Kono Light Novel ga Sugoi! | Tankōbon           | 7. Platz    | [ 76 ] |
| 2019 | Kono Light Novel ga Sugoi! | Tankōbon           | 8. Platz    | [ 77 ] |
| 2020 | Kono Light Novel ga Sugoi! | Tankōbon           | 4. Platz    | [ 78 ] |
| 2022 | Kono Light Novel ga Sugoi! | Tankōbon und Roman | 5. Platz    | [ 79 ] |
| Jahr | Bestenliste                | für                | Platzierung | Quelle |
| 2015 | T-Site Popularitätscharts  | Mushoku Tensei     | 1. Platz    | [ 80 ] |
| Jahr | Bestenliste                | für                | Platzierung | Quelle |
| 2014 | Oricon-Literaturcharts     | Light Novel Band 5 | 4. Platz    | [ 81 ] |
| 2015 | Oricon-Literaturcharts     | Light Novel Band 6 | 6. Platz    | [ 82 ] |

### Auszeichnungen und Nominierungen
Mushoku Tensei erhielt insgesamt 13 Nominierungen bei den Trending Anime Awards der gleichnamigen Internetplattform, die 2022 zum achten Mal verliehen wurden. Zudem erhielt der erste Teil des Anime zwei Nominierungen bei den Crunchyroll Anime Awards. Bei den Anime2you Awards, einem Publikumsvoting, erreichte Mushoku Tensei Platz vier in der Kategorie Beste Anime-Serie im Simulcast.
Bei den Crunchyroll Anime Awards 2023 wurde der Anime in der Kategorie Best Fantasy nominiert.

## Kultureller Einfluss
Kanata Yanagino, der Autor der Fantasyreihe The Faraway Paladin (jap. 最果てのパラディン Saihate no Paladin), kommentierte in einem Twitter-Posting vom 10. Oktober 2021 der französischsprachigen Abteilung von Crunchyroll einen Beitrag eines Benutzers, dass er mit dem Schreiben von Geschichten begonnen habe, nachdem er Mushoku Tensei gelesen hatte. Zudem schrieb er, dass er großen Respekt vor dem Werk habe und er deswegen Ähnlichkeiten zwischen The Faraway Paladin und Rifujins Werk nicht absprechen könne.

### Zu den Publikationen
- Mushoku Tensei auf Shōsetsuka ni Narō (Webroman, japanisch)
- Offizielle Website zur Light Novel (japanisch)
- Offizielle Website zum Manga (japanisch)
- Eintrag zur Light Novel in der Enzyklopädie von Anime News Network
- Eintrag zum Manga in der Enzyklopädie von Anime News Network
  - Eintrag zum Manga-Ableger Roxy Gets Serious in der Enzyklopädie von Anime News Network

### Zum Anime
- Offizielle Website (japanisch)
- Eintrag zum Anime bei AniSearch
- Eintrag zum Anime in der Enzyklopädie von Anime News Network
- Mushoku Tensei bei IMDb

### Weitere
- Fan-Wiki
- Mushoku Tensei: Jobless Reincarnation in der Deutschen Synchronkartei